# KkStB Gv sorozat
A kkStB Gv sorozat egy keskeny nyomtávú szertartályosgőzmozdony-sorozat volt az osztrák kkStB-nél, amely mozdonyok eredetileg a Budweis–Linz–Gmunden Lóvasúttól származtak.
A négy belsőkeretes, külső vezérlésű kompaund mozdonyt a Krauss linzi mozdonygyára építette 1895 és 1899 között. Az eltérés első és a következőként szállított Gv 3 és Gv 4 mozdonyok között a nagyobb széntartó, víztartály és a kúpos kémény volt.
A kkStB a lóvasút szokatlan 1106 mm-es nyomtávú mozdonyait azért vásárolta meg, mert viszonylag közel volt a megszokott 1435 mm nyomtávhoz. Az normál nyomtávra átépített mozdonyokat a kkStB 189.01-04 pályaszámokkal számozták be, melyre 1903-ra került sor.

## Fordítás
Ez a szócikk részben vagy egészben  a   kkStB Gv című német Wikipédia-szócikk fordításán alapul.  Az eredeti cikk szerkesztőit annak laptörténete sorolja fel. Ez a jelzés csupán a megfogalmazás eredetét és a szerzői jogokat jelzi, nem szolgál a cikkben szereplő információk forrásmegjelöléseként.